# Listă de filme thriller din anii 1950
Aceasta este o listă de filme thriller lansate în anii 1950.
| 1950                             |                               |                                                                |                                                                                    |                        |
| Armored Car Robbery              | Richard Fleischer             | Charles McGraw, Adele Jergens, William Talman                  | Statele Unite ale Americii                                                         | Crime thriller         |
| The Asphalt Jungle               | John Huston                   | Sterling Hayden, Louis Calhern, James Whitmore                 | Statele Unite ale Americii                                                         | Crime thriller         |
| The Killer That Stalked New York | Earl McEvoy                   | Evelyn Keyes, Charles Korvin, William Bishop                   | Statele Unite ale Americii                                                         | Crime thriller         |
| The Man Who Cheated Himself      | Felix E. Feist                | Lee J. Cobb, John Dall, Jane Wyatt                             | Statele Unite ale Americii                                                         | Psychological thriller |
| Mystery Street                   | John Sturges                  | Ricardo Montalban, Sally Forrest, Bruce Bennett                | Statele Unite ale Americii                                                         | [ 5 ]                  |
| Panic in the Streets             | Elia Kazan                    | Richard Widmark, Paul Douglas, Barbara Bel Geddes              | Statele Unite ale Americii                                                         | [ 6 ]                  |
| Seven Days to Noon               | John Boulting, Roy Boulting   | Barry Jones, Olive Sloane                                      | Regatul Unit al Marii Britanii și al Irlandei de Nord                              | [ 7 ]                  |
| Side Street                      | Anthony Mann                  | Farley Granger, Cathy O'Donnell, James Craig                   | Statele Unite ale Americii                                                         | Crime thriller         |
| Stage Fright                     | Alfred Hitchcock              | Jane Wyman, Marlene Dietrich, Michael Wilding, Sr.             | Statele Unite ale Americii                                                         | [ 9 ]                  |
| Where Danger Lives               | John Farrow                   | Robert Mitchum, Faith Domergue, Claude Rains                   | Statele Unite ale Americii                                                         | [ 10 ]                 |
| Where the Sidewalk Ends          | Otto Preminger                | Dana Andrews, Gene Tierney, Gary Merrill                       | Statele Unite ale Americii                                                         | [ 11 ]                 |
| Woman on the Run                 | Norman Foster                 | Ann Sheridan, Dennis O'Keefe, Robert Keith                     | Statele Unite ale Americii                                                         | [ 12 ]                 |
| 1951                             |                               |                                                                |                                                                                    |                        |
| Cause for Alarm!                 | Tay Garnett                   | Loretta Young, Barry Sullivan, Bruce Cowling                   | Statele Unite ale Americii                                                         | [ 13 ]                 |
| Fourteen Hours                   | Henry Hathaway                | Richard Basehart, Paul Douglas, Barbara Bel Geddes             | Statele Unite ale Americii                                                         | [ 14 ]                 |
| Strangers on a Train             | Alfred Hitchcock              | Farley Granger, Robert Walker, Ruth Roman                      | Statele Unite ale Americii                                                         | [ 15 ]                 |
| 1952                             |                               |                                                                |                                                                                    |                        |
| Don't Bother to Knock            | Roy Ward Baker                | Richard Widmark, Marilyn Monroe, Anne Bancroft                 | Statele Unite ale Americii                                                         | [ 16 ]                 |
| The Narrow Margin                | Richard Fleischer             | Charles McGraw, Marie Windsor, Jacqueline White, Gordon Geberl | Statele Unite ale Americii                                                         | [ 17 ]                 |
| Sudden Fear                      | David Miller                  | Joan Crawford, Jack Palance, Gloria Grahame                    | Statele Unite ale Americii                                                         | [ 18 ]                 |
| Without Warning!                 | Arnold Laven                  | Adam Williams, Meg Randall                                     | Franța · Statele Unite ale Americii                                                | [ 19 ]                 |
| 1953                             |                               |                                                                |                                                                                    |                        |
| The Big Heat                     | Fritz Lang                    | Glenn Ford, Gloria Grahame                                     | Statele Unite ale Americii                                                         | [ 20 ]                 |
| The Hitch-Hiker                  | Ida Lupino                    | Edmond O'Brien, Frank Lovejoy, William Talman                  | Statele Unite ale Americii                                                         | [ 21 ]                 |
| The Limping Man                  | Cy Raker Endfield             | Lloyd Bridges                                                  | Regatul Unit al Marii Britanii și al Irlandei de Nord                              | Crime thriller         |
| Vicki                            | Harry Horner                  | Jeanne Crain, Jean Peters, Elliott Reid                        | Statele Unite ale Americii                                                         | [ 23 ]                 |
| The Wages of Fear                | Henri-Georges Clouzot         | Yves Montand, Charles Vanel                                    | Franța · Italia                                                                    | [ 24 ]                 |
| 1954                             |                               |                                                                |                                                                                    |                        |
| Les Diaboliques                  | Henri-Georges Clouzot         | Simone Signoret, Véra Clouzot, Paul Meurisse                   | Franța                                                                             | [ 25 ]                 |
| Dial M for Murder                | Alfred Hitchcock              | Ray Milland, Grace Kelly, Robert Cummings                      | Statele Unite ale Americii                                                         | [ 26 ]                 |
| Rear Window                      | Alfred Hitchcock              | James Stewart, Grace Kelly                                     | Statele Unite ale Americii                                                         | [ 27 ]                 |
| Witness to Murder                | Roy Rowland                   | Barbara Stanwyck, George Sanders, Gary Merrill                 | Statele Unite ale Americii                                                         | [ 28 ]                 |
| 1955                             |                               |                                                                |                                                                                    |                        |
| Bad Day at Black Rock            | John Sturges                  | Spencer Tracy, Robert Ryan, Anne Francis                       | Statele Unite ale Americii                                                         | [ 29 ]                 |
| Cast a Dark Shadow               | Lewis Gilbert                 | Dirk Bogarde, Mona Washbourne, Margaret Lockwood               | Regatul Unit al Marii Britanii și al Irlandei de Nord                              | [ 30 ]                 |
| The Desperate Hours              | William Wyler                 | Humphrey Bogart, Fredric March, Arthur Kennedy                 | Statele Unite ale Americii                                                         | [ 31 ]                 |
| Killer's Kiss                    | Stanley Kubrick               | Frank Silvera, Jamie Smith, Irene Kane                         | Statele Unite ale Americii                                                         | [ 32 ]                 |
| A Kiss Before Dying              | Gerd Oswald                   | Robert Wagner, Jeffrey Hunter, Joanne Woodward                 | Statele Unite ale Americii                                                         | [ 33 ]                 |
| Kiss Me Deadly                   | Robert Aldrich                | Ralph Meeker, Albert Dekker, Paul Stewart                      | Statele Unite ale Americii                                                         | [ 34 ]                 |
| Mr. Arkadin                      | Orson Welles                  | Orson Welles, Michael Redgrave, Jack Watling, Patricia Medina  | Franța · Spania · Regatul Unit al Marii Britanii și al Irlandei de Nord            | Psychological thriller |
| The Night of the Hunter          | Charles Laughton              | Robert Mitchum, Shelley Winters, Lillian Gish                  | Statele Unite ale Americii                                                         | [ 36 ]                 |
| Rififi                           | Jules Dassin                  | Jean Servais, Carl Möhner, Robert Manuel                       | Franța                                                                             | Crime thriller         |
| 1956                             |                               |                                                                |                                                                                    |                        |
| The Killing                      | Stanley Kubrick               | Sterling Hayden, Coleen Gray, Marie Windsor                    | Statele Unite ale Americii                                                         | Crime thriller         |
| The Man Who Knew Too Much        | Alfred Hitchcock              | James Stewart, Doris Day                                       | Statele Unite ale Americii                                                         | [ 39 ]                 |
| Please Murder Me                 | Peter Godfrey                 | Madge Blake, Raymond Burr                                      | Statele Unite ale Americii                                                         | [ 40 ]                 |
| While the City Sleeps            | Fritz Lang                    | Dana Andrews, Ida Lupino, Rhonda Fleming                       | Statele Unite ale Americii                                                         | [ 41 ]                 |
| 1957                             |                               |                                                                |                                                                                    |                        |
| Les Espions                      | Henri-Georges Clouzot         | Curd Jürgens, Véra Clouzot, Gerard Sety                        | Franța · Italia                                                                    | Psychological thriller |
| Quatermass 2                     | Val Guest                     | Brian Donlevy, John Longden, Sid James                         | Regatul Unit al Marii Britanii și al Irlandei de Nord · Statele Unite ale Americii | [ 43 ]                 |
| 1958                             |                               |                                                                |                                                                                    |                        |
| Elevator to the Gallows          | Louis Malle                   | Jeanne Moreau, Maurice Ronet, Georges Poujouly                 | Franța                                                                             | [ 44 ]                 |
| The Quiet American               | Joseph L. Mankiewicz          | Audie Murphy, Michael Redgrave, Claude Dauphin                 | Statele Unite ale Americii                                                         | [ 45 ]                 |
| Touch of Evil                    | Orson Welles                  | Charlton Heston, Janet Leigh, Orson Welles                     | Statele Unite ale Americii                                                         | Psychological thriller |
| Vertigo                          | Alfred Hitchcock              | James Stewart, Kim Novak, Barbara Bel Geddes                   | Statele Unite ale Americii                                                         | Psychological thriller |
| 1959                             |                               |                                                                |                                                                                    |                        |
| Jack the Ripper                  | Monty Berman, Robert S. Baker | Lee Patterson, Eddie Byrne, Betty McDowall                     | Regatul Unit al Marii Britanii și al Irlandei de Nord                              | [ 48 ]                 |
| Night Train                      | Jerzy Kawalerowicz            | Leon Niemczyk, Teresa Szmigielowna, Zbigniew Cybulski          | Polonia                                                                            | Psychological thriller |
| North by Northwest               | Alfred Hitchcock              | Cary Grant, Eva Marie Saint                                    | Statele Unite ale Americii                                                         | [ 50 ]                 |
| The Testament of Dr. Cordelier   | Jean Renoir                   | Jean-Louis Barrault, Jean Topart, Michel Vitold                | Franța                                                                             | [ 51 ]                 |